# George Herbert (Schriftsteller)

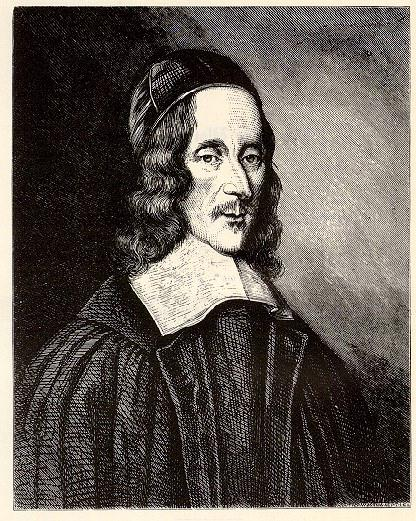
George Herbert (Porträt von Robert White, 1674)

George Herbert (* 3. April 1593 auf Montgomery Castle; † 1. März 1633 in Bemerton, Wiltshire) war ein englischer Schriftsteller. Er gilt neben John Donne und Andrew Marvell als einer der bedeutendsten „Metaphysical Poets“.

## Leben
George Herbert stammte aus einer wohlhabenden, gebildeten Familie. Sein Vater starb, als Herbert drei Jahre alt war. Seine Mutter war mit John Donne befreundet. Sein Bruder war der Dichter und Philosoph Edward Herbert. Er hatte acht weitere Geschwister. Über die Kindheit und Jugend Herberts ist wenig bekannt. Er studierte an der Universität Cambridge Theologie und Philosophie und wurde nach dem erfolgreichen Abschluss dieses Studiums zum Public Orator der Universität Cambridge ernannt. 1630 wurde er zum Priester geweiht. In seinem lyrischen Schaffen widmete sich Herbert fast ausschließlich religiösen Themen, die er nicht von einem abstrakten oder theologischen, sondern von einem sehr persönlichen Standpunkt aus bearbeitete. Im Alter von fast 40 Jahren erlag George Herbert am 1. März 1633 in Bemerton, Wiltshire der Tuberkulose.

## Rezeption in der Popkultur
Das Herbert zugeschriebene Motto „Living well is the best revenge“ ist der Titel eines Albums der US-amerikanischen Band Midtown und wurde von der US-amerikanischen Band R.E.M. als Titel für einen Song ihres Albums Accelerate aufgegriffen.
Die deutsche Qntal vertont im titelgebenden Song des Albums Translucida das Gedicht Virtue von Herbert.

## Werke
- The Temple, 1633

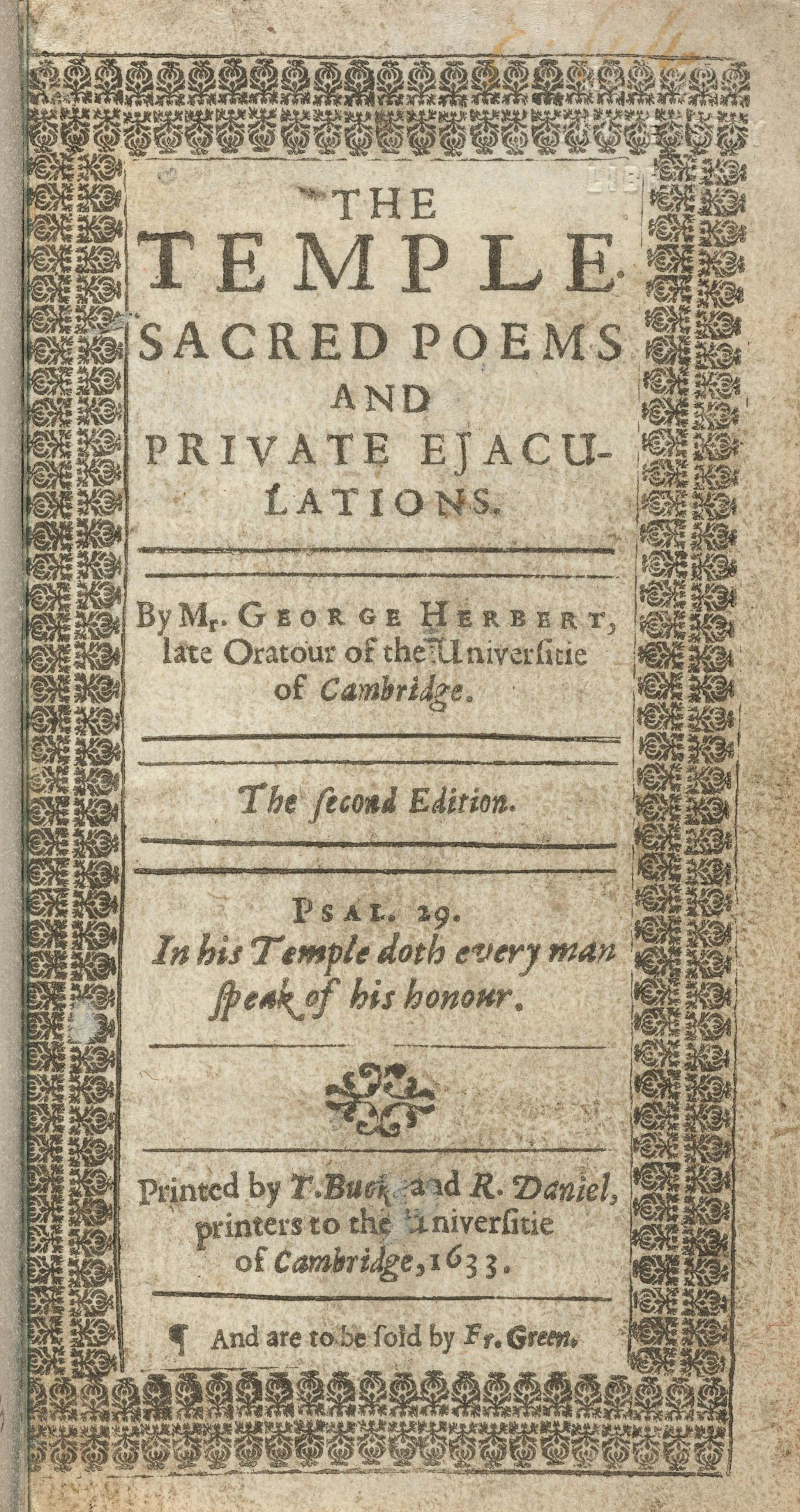
Temple, 1633

- A Priest to the Temple, or, The countrey parson his character and rule of hole life, 1652 (bekannt unter dem Titel The Country Parson)

## Gedenktag
- Anglikanisch: 1. März in der Church of England[1]
- Evangelisch: 1. März im Kalender der Evangelisch-Lutherischen Kirche in Amerika (ELCA).[2]